# 패미송 8BIT☆아이돌마스터
'패미송 8BIT☆아이돌마스터' (패미송 에이트 비트☆아이돌마스터)는 2008년 3월 25일부터 5 pb.Records에서 발매되고 있는 게임 'THE IDOLM@STER'의 기획 앨범 시리즈.
2008년 1월에 발표. 그리운 남코의 곡을 아이돌마스터의 아이돌들이 노래한다는 컨셉의 시리즈. 올드 게임의 BGM의 리믹스에 아이돌마스터의 노래를 실은 곡 외, 게임 BGM 베이스의 신곡도 수록되고 있다. 쟈켓 일러스트는 명음이 담당.

## 01 타카츠키 야요이/후타미 아미·마미
수록곡
1. 765 월드☆오프닝(Ver. 01)~ 'GO MY WAY!! '에서〜
작곡·편곡: NBGI(고사키 사토루), 어레인지: KPLECRAFT
2. 765 월드에 어서 오십시오(Ver. 01)【드라마】~ 'GO MY WAY!! '에서〜
3. GO MY WAY!! ( '원더 복숭아 '패미송 8BIT MIX)
가: 타카츠키 야요이(니고 마야코) · 후타미 아미/마미(시모다 아사미)
작사: yura, 작곡·편곡: NBGI(고사키 사토루), 어레인지: KPLECRAFT
4. 어트랙션 '팩맨 '【드라마】
5. Labyrinth( '팩맨'NEW SONG) 
가: 타카츠키 야요이(니고 마야코)
작사: GeorgeA & NanaerikA-PROJECT, 작곡·편곡: NBGI(카이 토시오), 편곡: Uraken
6. 안녕!! 아침밥( '드르아가의 탑 '패미송 8BIT MIX)
가: 타카츠키 야요이(니고 마야코)·후타미 아미/마미(시모다 아사미)
작사: 나카무라 메구미, 작곡·편곡: NBGI(사사키 히로시인), 어레인지: ZUNBA kobayashi
7. 어트랙션 '리브르라불 '【드라마】
8. LR( '리브르라불'NEW SONG) 
가: 후타미 아미/마미(시모다 아사미)
작사: 나카무라 메구미, 작곡·편곡: NBGI(오오노키선행), 편곡: 사사키 히로시인
9. 포지티브! ( '맙피 '패미송 8BIT MIX)
가: 타카츠키 야요이(니고 마야코)·후타미 아미/마미(시모다 아사미)
작사: NBGI(mft), 작곡·편곡: NBGI(나카가와 코지), 어레인지: KPLECRAFT
10. 765 로봇 … ?【드라마】
11. 에이전트 밤을 걷다(Hoover&Acid MIX)
가: 후타미 아미/마미(시모다 아사미)
작사·작곡·편곡: NBGI(LindaAI-CUE), 어레인지: quad(luvtrax)
12. 다음 와 원을! (Ver. 01)【드라마】
13. 765 월드☆피날레(ver. 01)~ 'GO MY WAY!! '에서〜
14. GO MY WAY!! (오리지널 8 BIT Instrumental)
작사: yura, 작곡·편곡: NBGI(고사키 사토루), 어레인지: KPLECRAFT
15. 안녕!! 아침밥(오리지널 8 BIT Instrumental)
작사: 나카무라 메구미, 작곡·편곡: NBGI(사사키 히로시인), 어레인지: KPLECRAFT
16. 포지티브! (오리지널 8 BIT Instrumental)
작사: NBGI(mft), 작곡·편곡: NBGI(나카가와 코지), 어레인지: KPLECRAFT

## 02 아마미 하루카/호시이 미키
수록곡
1. 765 월드☆오프닝(Ver. 02)~ ' 나는 아이돌♡'에서〜
작곡·편곡: NBGI(사사키 히로시인), 어레인지: KPLECRAFT
2. 765 월드에 어서 오십시오(Ver. 02)【드라마】~ ' 나는 아이돌♡'에서〜
3. 나는 아이돌♡( '와르큐레의 전설 '패미송 8BIT MIX)
가: 아마미 하루카(나카무라 에리코) · 호시이 미키(하세가와 아키코)
작사: 나카무라 메구미, 작곡·편곡: NBGI(사사키 히로시인), 어레인지: KPLECRAFT
4. 어트랙션 '메트로 크로스 '【드라마】
5. 강한 여자( '메트로 크로스'NEW SONG) 
가: 아마미 하루카(나카무라 에리코)
나카무라 가라사대 '근사한 곡'이지만, 레코딘그이시로는 멋짐에서 사랑스러움을 전면에 내세웠다고 한다. 또한 나카무라는 지금까지의 곡과 다르므로, 캐릭터와 곡을 싱크로 시키는데 고생했다고 한다[1].
작사: 나카무라 메구미, 작곡·편곡: NBGI(오오노키선행), 편곡: 사사키 히로시인
6. 태양의 질투( '오더 인 '패미송 8BIT MIX)
가: 아마미 하루카(나카무라 에리코)·호시이 미키(하세가와 아키코)
작사: 모리 유리코, 작곡·편곡: NBGI(시이나 고), 어레인지: KPLECRAFT
7. 어트랙션 'F/A '【드라마】
8. Shooting!!! ( 'F/A'NEW SONG) 
가: 호시이 미키(하세가와 아키코)
작사: GeorgeA & NanaerikA-PROJECT, 작곡·편곡: NBGI(호소에 마코토치), 편곡: Uraken
'강한 여자'같이 '근사한 곡'[1].
9. relations( '개프라스 '패미송 8BIT MIX)
가: 아마미 하루카(나카무라 에리코)·호시이 미키(하세가와 아키코)
작사: NBGI(mft), 작곡·편곡: NBGI(나카가와 코지), 어레인지: ZUNBA kobayashi
10. Sweets for you!【드라마】
11. THE IDOLM@STER(타로 도와 버스터 NW MIX)
가: 아마미 하루카(나카무라 에리코)·호시이 미키(하세가와 아키코)
작사: 나카무라 메구미, 작곡·편곡: NBGI(사사키 히로시인), 어레인지: 토다 히로시무
12. 다음 와 원을! (Ver. 02)【드라마】
13. 765 월드☆피날레(Ver. 02)~ ' 나는 아이돌♡'에서〜
14. 나는 아이돌♡(오리지널 8 BIT Instrumental)
작사: 나카무라 메구미, 작곡·편곡: NBGI(사사키 히로시인), 어레인지: KPLECRAFT
15. 태양의 질투(오리지널 8 BIT Instrumental)
작사: 모리 유리코, 작곡·편곡: NBGI(시이나 고), 어레인지: KPLECRAFT
16. relations(오리지널 8 BIT Instrumental)
작사: NBGI(mft), 작곡·편곡: NBGI(나카가와 코지), 어레인지: KPLECRAFT

## 03 미우라 아즈사/아키즈키 리츠코
수록곡
1. 765 월드☆오프닝(Ver. 03)~ '곧바로'에서〜
작곡: 아침해제, 작곡·편곡: NBGI(Yoshi), 어레인지: KPLECRAFT
2. 765 월드에 어서 오십시오(Ver. 03)【드라마】~ '곧바로'에서〜
3. 곧바로( '페리오스 '패미송 8BIT MIX)
가: 미우라 아즈사(타카하시 치아키) · 아키즈키 리츠코(와카바야시 나오미)
작사: 아침해제, 작곡·편곡: NBGI(Yoshi), 어레인지: KPLECRAFT
4. 어트랙션 '바벨탑 '【드라마】
5. Tower of Adventure( '바벨탑'NEW SONG) 
가: 아키즈키 리츠코(와카바야시 나오미)
작사: UMII.Amyu.NanaerikA-PROJECT, 작곡·편곡: NBGI(나카가타헌웅), 편곡: Uraken
6. 마법을 걸어! ( '요괴 여행기 '패미송 8BIT MIX)
가: 미우라 아즈사(타카하시 치아키)·아키즈키 리츠코(와카바야시 나오미)
작사: 나카무라 메구미, 작곡·편곡: NBGI(사사키 히로시인), 어레인지: KPLECRAFT
7. 어트랙션 '백과 홍토마전 '【드라마】
8. 금연가( '백과 홍토마전'NEW SONG) 
가: 미우라 아즈사(타카하시 치아키)
작사: 나카무라 메구미, 작곡·편곡: NBGI(나카가타헌웅), 편곡: 사사키 히로시인
9. 9:02 pm( '드래곤 버스터 '패미송 8BIT MIX)
가: 미우라 아즈사(타카하시 치아키)·아키즈키 리츠코(와카바야시 나오미)
작사: yura, 작곡·편곡: NBGI(Jesahm), 어레인지: KPLECRAFT
10. 비밀 병기【드라마】
11. 포지티브! ( '스카이 키드'MIX)
가: 미우라 아즈사(타카하시 치아키)·아키즈키 리츠코(와카바야시 나오미)
작사: NBGI(mft), 작곡·편곡: NBGI(나카가와 코지), 어레인지: Uraken
12. 다음 와 원을! (Ver. 03)【드라마】
13. 765 월드☆피날레(Ver. 03)~ '곧바로'에서〜
14. 곧바로(오리지널 8 BIT Instrumental)
작사: 아침해제, 작곡·편곡: NBGI(Yoshi), 어레인지: KPLECRAFT
15. 마법을 걸어! (오리지널 8 BIT Instrumental)
작사·작곡·편곡: NBGI(고사키 사토루), 어레인지: KPLECRAFT
16. 9:02 pm(오리지널 8 BIT Instrumental)
작사: yura, 작곡·편곡: NBGI(Jesahm), 어레인지: KPLECRAFT

## 04 키쿠치 마코토/하기와라 유키호
수록곡
1. 765 월드☆오프닝(Ver. 04)~ 'My Best Friend'에서〜
작곡·편곡: NBGI(움푹 팬 곳 히로시), 편곡: NBGI(오우에 마사코), 어레인지: KPLECRAFT
2. 765 월드에 어서 오십시오(Ver. 04)【드라마】~ 'My Best Friend'에서〜
3. My Best Friend( '이시타의 부활 '패미송 8BIT MIX)
가: 키쿠치 마코토(히라타 히로미) · 하기와라 유키호(오치아이 유리카)
작사: NBGI(uRy), 작곡·편곡: NBGI(움푹 팬 곳 히로시), 편곡: NBGI(오우에 마사코), 어레인지: KPLECRAFT
4. 어트랙션 '디그다그 '【드라마】
5. EXCAVATE( '디그다그'NEW SONG) 
가: 하기와라 유키호(오치아이 유리카)
작사: NanaerikA-PROJECT, 작곡·편곡: NBGI(케이노 유리코), 편곡: Uraken
6. First Stage( '제비우스 '패미송 8BIT MIX)
가: 키쿠치 마코토(히라타 히로미)·하기와라 유키호(오치아이 유리카)
작사: 나카무라 메구미, 작곡·편곡: NBGI(사사키 히로시인), 어레인지: KPLECRAFT
7. 어트랙션 '뉴 랠리 X '【드라마】
8. 탄력 키리★랠리( '뉴 랠리 X'NEW SONG) 
가: 키쿠치 마코토(히라타 히로미)
작사: NanaerikA-PROJECT, 작곡·편곡: NBGI(오오노키선행), 편곡: 사노 노부요시
9. 에이전트 밤을 걷다( '롤링 썬더 '패미송 8BIT MIX)
가: 키쿠치 마코토(히라타 히로미)·하기와라 유키호(오치아이 유리카)
작사·작곡·편곡: NBGI(LindaAI-CUE, 어레인지: KPLECRAFT
10. 오늘의 연극【드라마】
11. relations(digno-pop MIX)
가: 키쿠치 마코토(히라타 히로미)·하기와라 유키호(오치아이 유리카)
작사: NBGI(mft), 작곡·편곡: NBGI(나카가와 코지), 어레인지: 코바야시 샤라쿠
12. 다음 와 원을! (Ver. 04)【드라마】
13. 765 월드☆피날레(Ver. 04)~ 'My Best Friend'에서〜
14. My Best Friend(오리지널 8 BIT Instrumental)
작사: NBGI(uRy), 작곡·편곡: NBGI(움푹 팬 곳 히로시), 편곡: NBGI(오우에 마사코), 어레인지: KPLECRAFT
15. First Stage(오리지널 8 BIT Instrumental)
작사: 나카무라 메구미, 작곡·편곡: NBGI(사사키 히로시인), 어레인지: KPLECRAFT
16. 에이전트 밤을 걷다(오리지널 8 BIT Instrumental)
작사·작곡·편곡: NBGI(LindaAI-CUE), 어레인지: KPLECRAFT

## 05 키사라기 치하야/미나세 이오리
수록곡
1. 765 월드☆오프닝(Ver. 05)~ '추억에 고마워'에서〜
작곡·편곡: NBGI(사사키 히로시인), 어레인지: KPLECRAFT
2. 765 월드에 어서 오십시오(Ver. 02)【드라마】~ '추억에 고마워'에서〜
3. 추억에 고마워( '토이 팝 '패미송 8BIT MIX)
가: 키사라기 치하야(이마이 아사미) · 미나세 이오리(쿠기미야 리에)
작사: 나카무라 메구미, 작곡·편곡: NBGI(사사키 히로시인), 어레인지: KPLECRAFT
4. 어트랙션 '맙피'【드라마】
5. 아가씨의 마음 훔쳐! ( '맙피'NEW SONG) 
가: 미나세 이오리(쿠기미야 리에)
작사: 나카무라 메구미, 작곡·편곡: NBGI(오오노키선행), 편곡·사사키 히로시인
6. Here we go!! ( '디그다그 II '패미송 8BIT MIX)
가: 키사라기 치하야(이마이 아사미)·미나세 이오리(쿠기미야 리에)
작사: yura, 작곡·편곡: NBGI(Jesahm), 어레인지: KPLECRAFT
7. 어트랙션 '드래곤 스피릿 '【드라마】
8. Fly High! ( '드래곤 스피릿'NEW SONG) 
가: 키사라기 치하야(이마이 아사미)
작사: M. N & NanaerikA-PROJECT, 작곡·편곡: NBGI(호소에 마코토치), 편곡: Uraken
9. 파랑새( '드래곤 스피릿 '패미송 8BIT MIX)
가: 키사라기 치하야(이마이 아사미)·미나세 이오리(쿠기미야 리에)
작사: 모리 유리코, 작곡·편곡: NBGI(시이나 고), 어레인지: KPLECRAFT
10. 서비스 타임【드라마】
11. GO MY WAY!! (Dream Match MIX)
가: 키사라기 치하야(이마이 아사미)·미나세 이오리(쿠기미야 리에)
작사: yura, 작곡·편곡: NBGI(고사키 사토루), 어레인지: quad(luvtrax)
12. 다음 와 원을! (Ver. 05)【드라마】
13. 765 월드☆피날레(Ver. 02)~ '추억에 고마워'에서〜
14. 추억에 고마워(오리지널 8 BIT Instrumental)
작사: 나카무라 메구미, 작곡·편곡: NBGI(사사키 히로시인), 어레인지: KPLECRAFT
15. Here we go!! (오리지널 8 BIT Instrumental)
작사: yura, 작곡·편곡: NBGI(Jesahm), 어레인지: KPLECRAFT
16. 파랑새(오리지널 8 BIT Instrumental)
작사: 모리 유리코, 작곡·편곡: NBGI(시이나 고), 어레인지: KPLECRAFT

## BEST ALBUM + LIVE DVD
수록곡Disc1
1. 765 월드☆오프닝(BEST ALBUM ver. )
작곡·편곡: KPLECRAFT
2. 765 월드에 어서 오십시오(BEST ALBUM ver. )【드라마】
3. Labyrinth( '팩맨'NEW SONG)
가: 타카츠키 야요이(니고 마야코)
4. LR( '리브르라불'NEW SONG)
가: 후타미 아미/마미(시모다 아사미)
5. 강한 여자( '메트로 크로스'NEW SONG)
가: 아마미 하루카(나카무라 에리코)
6. Shooting!!! ( 'F/A'NEW SONG)
가: 호시이 미키(하세가와 아키코)
7. Tower of Adventure( '바벨탑'NEW SONG)
가: 아키즈키 리츠코(와카바야시 나오미)
8. 금연가( '백과 홍토마전'NEW SONG)
가: 미우라 아즈사(타카하시 치아키)
9. EXCAVATE( '디그다그'NEW SONG) 
가: 하기와라 유키호(아사쿠라 아즈미)
10. * 본곡만 하기와라 유키호역의 성우 교대에 수반해, 오리지널 앨범판과 별음원이 되고 있다.
11. 탄력 키리★랠리( '뉴 랠리 X'NEW SONG)
가: 키쿠치 마코토(히라타 히로미)
12. 아가씨의 마음 훔쳐! ( '맙피'NEW SONG)
가: 미나세 이오리(쿠기미야 리에)
13. Fly High! ( '드래곤 스피릿'NEW SONG)
가: 키사라기 치하야(이마이 아사미)
14. 팔 수 있는 해·유령선 망령 여행기( '요괴 여행기'NEW SONG) 
가: 가나하 히비키(누마쿠라 마나미)
작사: 고토 히로유키, 작곡·편곡: NBGI(카와다 히로시행), 편곡: 손형오
15. 여행의 도중에( '와르큐레의 전설'NEW SONG) 
가: 시죠 타카네(하라 유미)
작사: mft, 작곡·편곡: NBGI(카와다 히로시행)
16. 날아라!스카이 키드( '스카이 키드'NEW SONG) 
가: 오토나시 작은 새(타키타 쥬리)
작사: 나카무라 메구미, 작곡·편곡 NBGI(오자와 쥰코), 편곡: 사사키 히로시인
17. 다음 와 원을! (BEST ALBUM ver. )【드라마】
18. 에이전트 밤을 걷다(Hoover&Acid EXTRA 2008 ver. 가라오케)
19. GO MY WAY!! (Dream Match EXTRA 2008 ver. 가라오케)

수록곡Disc2
1. Labyrinth( '팩맨'NEW SONG 가라오케)
2. LR( '리브르라불'NEW SONG 가라오케)
3. 강한 여자( '메트로 크로스'NEW SONG 가라오케)
4. Shooting!!! ( 'F/A'NEW SONG 가라오케)
5. Tower of Adventure( '바벨탑'NEW SONG 가라오케)
6. 금연가( '백과 홍토마전'NEW SONG 가라오케)
7. EXCAVATE( '디그다그'NEW SONG 가라오케)
8. 탄력 키리★랠리( '뉴 랠리 X'NEW SONG 가라오케)
9. 아가씨의 마음 훔쳐! ( '맙피'NEW SONG 가라오케)
10. Fly High! ( '드래곤 스피릿'NEW SONG 가라오케)
11. 팔 수 있는 해·유령선 망령 여행기( '요괴 여행기'NEW SONG 가라오케)
12. 여행의 도중에( '와르큐레의 전설'NEW SONG 가라오케)
13. 날아라!스카이 키드( '스카이 키드'NEW SONG 가라오케)
14. 765 월드에 어서 오십시오(Ver. 01)【드라마용 BGM】~ 'GO MY WAY!! '에서〜
작곡·편곡: NBGI(고사키 사토루), 어레인지: KPLECRAFT
15. 765 월드에 어서 오십시오(Ver. 02)【드라마용 BGM】~ ' 나는 아이돌♡'에서〜
작곡·편곡: NBGI(사사키 히로시인), 어레인지: KPLECRAFT
16. 765 월드에 어서 오십시오(Ver. 03)【드라마용 BGM】~ '곧바로'에서〜
작곡·편곡: NBGI(Yoshi), 어레인지: KPLECRAFT
17. 765 월드에 어서 오십시오(Ver. 04)【드라마용 BGM】~ 'My Best Friend'에서〜
작곡·편곡: NBGI(움푹 팬 곳 히로시), 편곡: NBGI(오우에 마사코), 어레인지: KPLECRAFT
18. 765 월드에 어서 오십시오(Ver. 05)【드라마용 BGM】~ '추억에 고마워'에서〜
작곡·편곡: NBGI(사사키 히로시인), 어레인지: KPLECRAFT
19. 어트랙션 '팩맨'【드라마용 BGM】
20. 어트랙션 '리브르라불'【드라마용 BGM】
21. 어트랙션 '메트로 크로스'【드라마용 BGM】
22. 어트랙션 'F/A'【드라마용 BGM】
23. 어트랙션 '바벨탑'【드라마용 BGM】
24. 어트랙션 '백과 홍토마전'【드라마용 BGM】
25. 어트랙션 '디그다그'【드라마용 BGM】
26. 어트랙션 '뉴 랠리 X'【드라마용 BGM】
27. 어트랙션 '맙피'【드라마용 BGM】
28. 어트랙션 '드래곤 스피릿'【드라마용 BGM】

수록곡Disc3
1. GO MY WAY!! ( '원더 복숭아'패미송 8BIT 가라오케)
2. 안녕!! 아침밥( '드르아가의 탑'패미송 8BIT 가라오케)
3. 포지티브! ( '맙피'패미송 8BIT 가라오케)
4. 나는 아이돌♡( '와르큐레의 전설'패미송 8BIT 가라오케)
5. 태양의 질투( '오더 인'패미송 8BIT 가라오케)
6. relations( '개프라스'패미송 8BIT 가라오케)
7. 곧바로( '페리오스'패미송 8BIT 가라오케)
8. 마법을 걸어! ( '요괴 여행기'패미송 8BIT 가라오케)
9. 9:02 pm( '드래곤 버스터'패미송 8BIT 가라오케)
10. My Best Friend( '이시타의 부활'패미송 8BIT 가라오케)
11. First Stage( '제비우스'패미송 8BIT 가라오케)
12. 에이전트 밤을 걷다( '롤링 산더'패미송 8BIT MIX)
13. 추억에 고마워( '토이 팝'패미송 8 BI가라오케)
14. Here we go!! ( '디그다그 II'패미송 8BIT 가라오케)
15. 파랑새( '드래곤 스피릿'패미송 8BIT 가라오케)
16. THE IDOLM@STER(오리지널 8 BIT 가라오케)
작곡·편곡: NBGI(사사키 히로시인), 어레인지: KPLECRAFT
17. 765 로봇【드라마용 BGM】
18. 드지자【드라마용 BGM】
19. 미아【드라마용 BGM】
20. 밝은【드라마용 BGM】
21. 슬픈【드라마용 BGM】
22. 구멍【드라마용 BGM】
23. 감동【드라마용 BGM】
24. 콩라츄레이션!【드라마용 BGM】
25. 출현!【드라마용 BGM】
26. 상품【드라마용 BGM】
27. 어떻게 하자【드라마용 BGM】
28. 심술쟁이【드라마용 BGM】
29. 반격【드라마용 BGM】
30. 다음 와 원을!【드라마용 BGM】